# Tegastes okinawaensis
Tegastes okinawaensis is een eenoogkreeftjessoort uit de familie van de Tegastidae. De wetenschappelijke naam van de soort is voor het eerst geldig gepubliceerd in 2010 door Back, Huys & Lee.